# Хуб
Хуб (урду حب‎) — город в провинции Белуджистан, Пакистан. Население — 64 836 чел. (на 2010 год).

## Демография
| 1998   | 2010   |
| ------ | ------ |
| 63 757 | 64 836 |

## Нападение на китайских рабочих
В июле 2007 года в городе Хуб было совершено нападение на китайских рабочих, которых сопровождал конвой из местных полицейских и военных. Пять китайцев направлялись из Дудхера в Карачи, однако на пути их следования взорвался фугас. Взрывом был уничтожен автомобиль сопровождения, в результате чего погибли 16 пакистанских полицейских и еще 18 получили ранения. Китайские рабочие не пострадали. По данным BBC News, погибло 26 человек.